# Andropterum
Andropterum, monotipski biljni rod iz porodice trava. Jedina vrsta je trajnica A. stolzii, iz Tanzanije; Zambije, Malavija, Zimbabvea, Mozambika . Rod je opisan 1917.

## Sinonimi
- Andropterum variegatum Stapf; Oliv. et al. (eds.), Fl. Trop. Afr. 9: 38 (1917)
- Ischaemum stolzii Pilg.; Bot. Jahrb. Syst. 54: 280 (1917)
- Sehima variegatum (Stapf) Roberty; Monogr. Syst. Andropog. du Globe (Theses Fac. Sci. Toulouse) 322 (1960)